# Movimiento de la Alianza de Botsuana
El Movimiento de la Alianza de Botsuana (en inglés: Botswana Alliance Movement), abreviado como BAM, fue una coalición electoral y, más tarde, un partido político botsuano de carácter progresista que existió entre 1999 y 2010.
La alianza se estableció en 1999 como una coalición entre el Frente Nacional de Botsuana (BNF), el Partido Popular de Botsuana (BPP), el Partido de la Libertad y la Independencia (IFP) y el Partido de Acción Unida (UAP), en un intento de unificar a las fuerzas opositoras de cara a las elecciones generales de ese año, luego de que el BNF sufriera la escisión del Partido del Congreso de Botsuana (BCP) a mediados del año anterior. Sin embargo, el BNF abandonó la coalición luego de que los demás partidos rechazaran la demanda de su líder, Kenneth Koma, de escoger personalmente la distribución de los escaños parlamentarios entre los miembros de la Alianza. Los demás partidos permanecieron en la BAM, que concurrió esencialmente como un bloque de fuerzas minoritarias. Obtuvo el 4,69% de los votos y ninguno de sus dieciocho candidatos resultó electo.
El BPP abandonó la coalición después de las elecciones, aunque la BAM continuó existiendo como partido político bajo el liderazgo de Lepetu Setshwaelo. Disputó las elecciones de 2004, nuevamente fracasando en obtener escaños. De cara a las elecciones de 2009, llegó a un pacto con el BCP para repartirse escaños y logró obtener, por única vez, representación parlamentaria, obteniendo el 2,27% de los votos a nivel nacional y el escaño de Ngami. En mayo de 2010, meses después de los comicios, la BAM se fusionó formalmente con el BCP, por lo que dejó de existir.